# Chaunoproctus reticulatus
Chaunoproctus reticulatus är en kvalsterart som först beskrevs av Rainer Willmann 1933.  Chaunoproctus reticulatus ingår i släktet Chaunoproctus och familjen Caloppiidae. Inga underarter finns listade i Catalogue of Life.